# Johann Traugott Sterzel
Johann Traugott Sterzel (* 4. April 1841 in Dresden, Missouri; † 15. Mai 1914 in Chemnitz) war ein deutscher Paläontologe.

## Leben

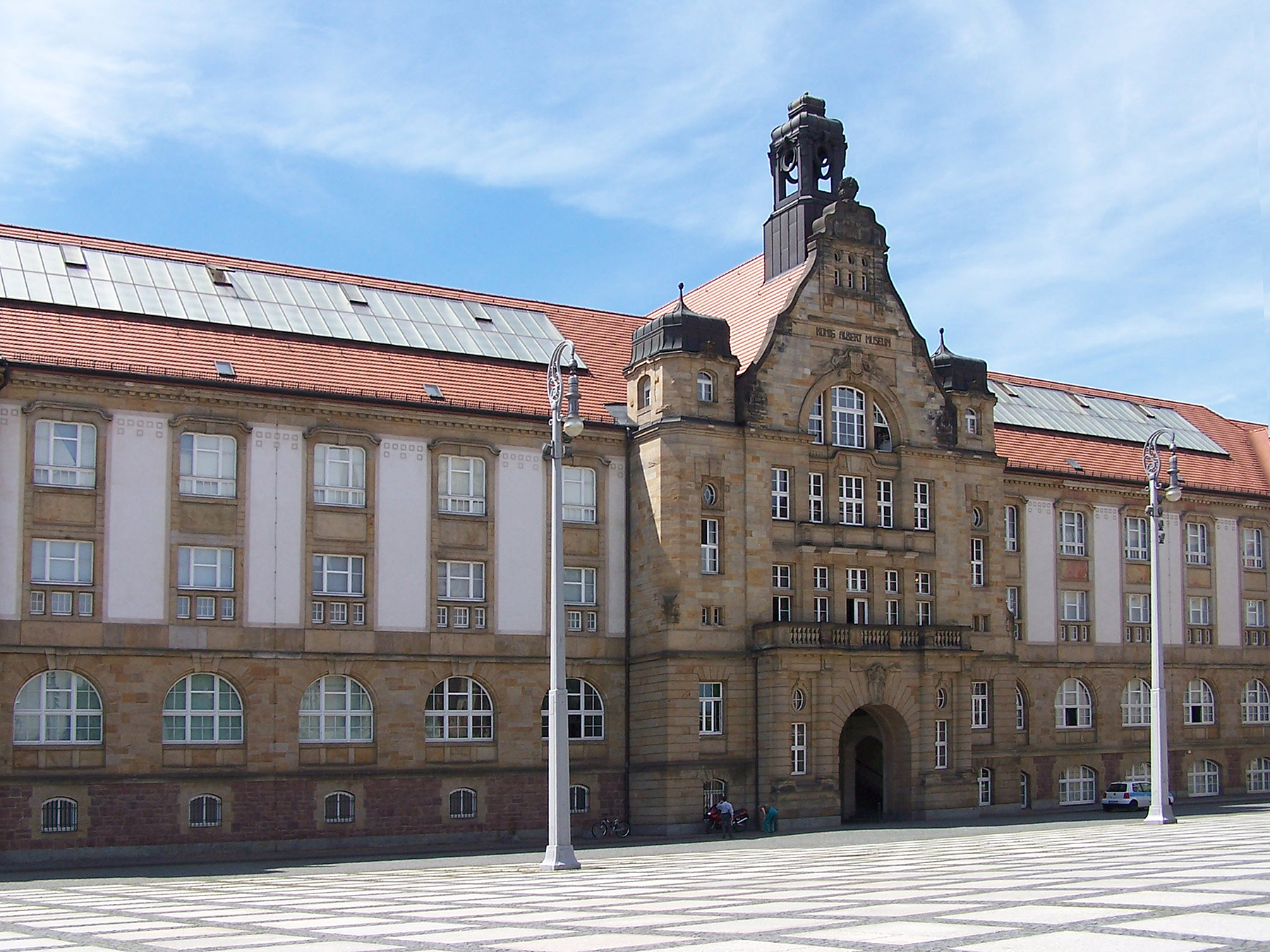
Das König-Albert-Museum, dessen erster Direktor Johann Traugott Sterzel war

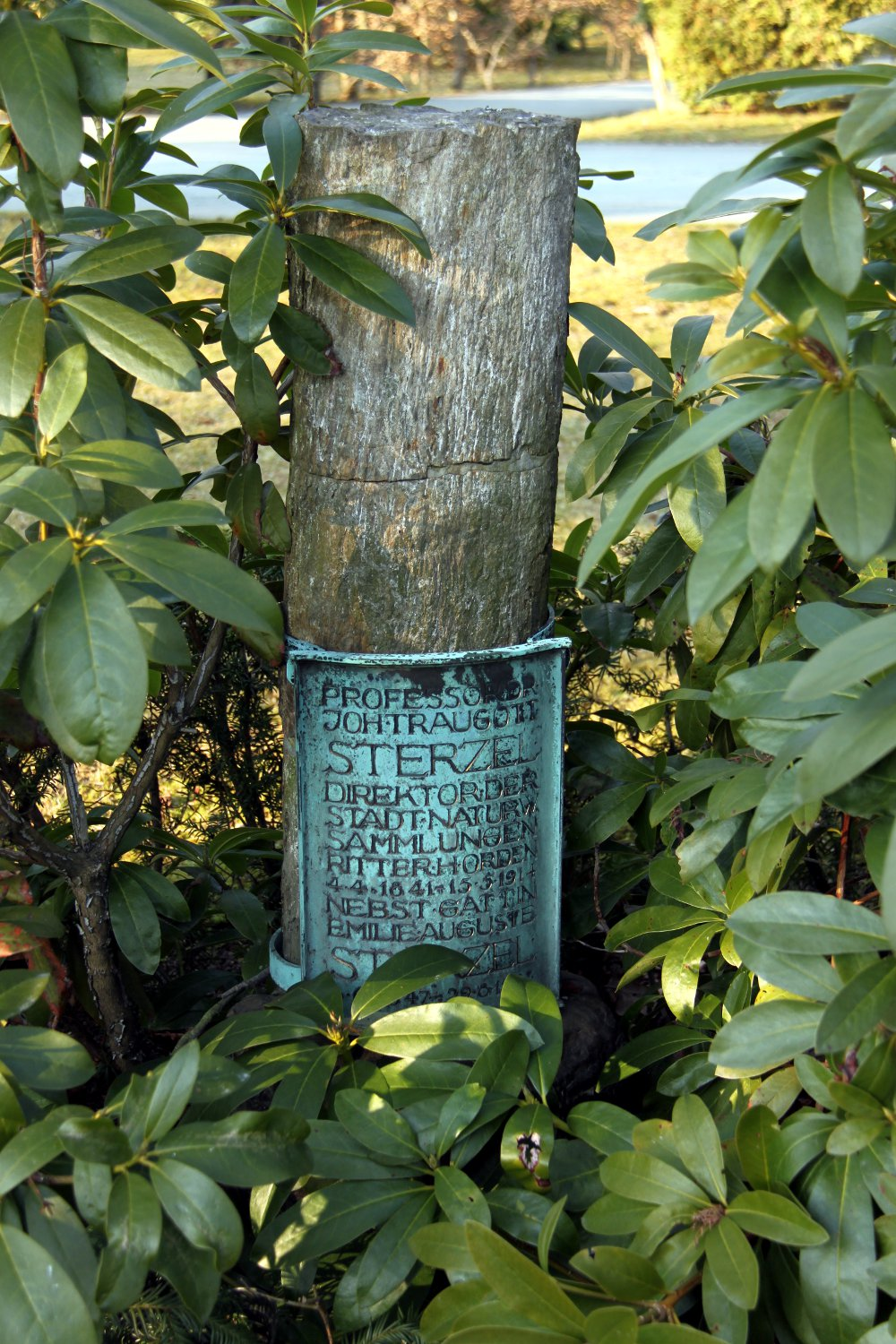
Grabmal für Sterzel auf dem Städtischen Friedhof in Chemnitz

Im Jahr 1838 wanderte die Familie Sterzel aus Niederfrohna bei Chemnitz mit 800 Gleichgesinnten der sogenannten Stephanus-Bewegung in die USA aus und ließ sich im Ort Dresden im Staat Missouri nieder. Drei Jahre später wurde Johann Traugott geboren, im selben Jahr kehrte die Familie in ihre Heimat zurück.
Nach der Grundschule in Niederfrohna besuchte Sterzel ab 1855 das Proseminar des Fürstlich-Schönburgischen Lehrerseminars in Waldenburg (Sachsen). Er war dann von 1856 bis 1860 Seminarist und zählte schließlich zu den besten Absolventen der Bildungseinrichtung. (Der Schriftsteller Karl May war unmittelbar im Jahrgang über ihm, ist allerdings 1859 von dort verwiesen worden.) 
Dem Examen folgte eine zweijährige Tätigkeit als Hilfslehrer. Danach ging Johann Traugott Sterzel nach Chemnitz und unterrichtete an der dortigen Höheren Mädchenschule. Er trat der Naturwissenschaftlichen Gesellschaft bei und war von 1864 bis 1909 deren ehrenamtlicher Kustos. 1875 verteidigte Sterzel seine Promotion. 
Als man um die Wende vom 19. zum 20. Jahrhundert bei Bauarbeiten in Hilbersdorf (heute ein Stadtteil im Nordosten von Chemnitz) und auf dem Sonnenberg fossile Baumstämme fand, übernahm Sterzel die Untersuchung und Bergung der Fundstücke. Einige Stämme aus dem Versteinerten Wald von verschiedenen Stadtgebieten und Fundjahren wurden zunächst an der Neuen Sächsischen Kunsthütte ausgestellt. Später, nach der Fertigstellung des König-Albert-Museums, fanden die Stämme vor diesem Gebäude Platz. Der inzwischen zum Professor ernannte Sterzel wurde 1909 erster Direktor des neu erbauten Museums. 
Sein Grab befindet sich auf dem Städtischen Friedhof an der Reichenhainer Straße in Chemnitz.
Die Stämme aus dem Versteinerten Wald von Chemnitz sind seit 2004 im Foyer des Kulturkaufhauses DAStietz ausgestellt. Das Sterzeleanum im Museum für Naturkunde Chemnitz, im ersten Obergeschoss des Kulturkaufhauses, ist dem großen Naturforscher gewidmet.